# Agád
Az Agád férfinév régi magyar személynévből származik. Eredete nem tisztázott, talán az ág szóból származik, de lehet, hogy az Ágoston névből ered.

## Gyakorisága
Az 1990-es években szórványosan fordult elő. A 2000-es és a 2010-es években nem szerepel a 100 leggyakrabban adott férfinév között.
A teljes népességre vonatkozóan a 2000-es és a 2010-es években az Agád nem szerepelt a 100 leggyakrabban viselt férfinév között.

## Névnapok
- január 10.[2]
- április 1.[2]